# Clavus annalis
Clavus annalis era un clavo de bronce que el pretor, los cónsules y los dictadores fijaban todos los años en Roma el día 13 de septiembre (idus de septiembre), dies natalis del templo de Júpiter Capitolino, en el lado derecho del altar, para señalar el número de los años que transcurrían.
Cuando los romanos adquirieron mayor ilustración, este uso se convirtió en una ceremonia religiosa con la que creían poder alejar las calamidades públicas. Primeramente se confirió el honor de clavar el clavo al gran pretor, Major o Urbanus, después a los cónsules y finalmente a los dictadores, que se creaban únicamente para esta importante ceremonia.
Aunque tanto Livio como Festo afirmaban que era una manera de contar los años, es imposible determinar con certeza si la ceremonia fue originalmente un ritual de purificación o apotropaico ligado al comienzo del año consular, aunque es posible que pudiera haber sido el caso.
Para Livio, la ceremonia del clavo era de origen etrusco. Los volsinienses designaban el número de años por los clavos existentes en el templo de Nortia, la diosa etrusca del destino y la fortuna.